# Ogólna sztuczna inteligencja

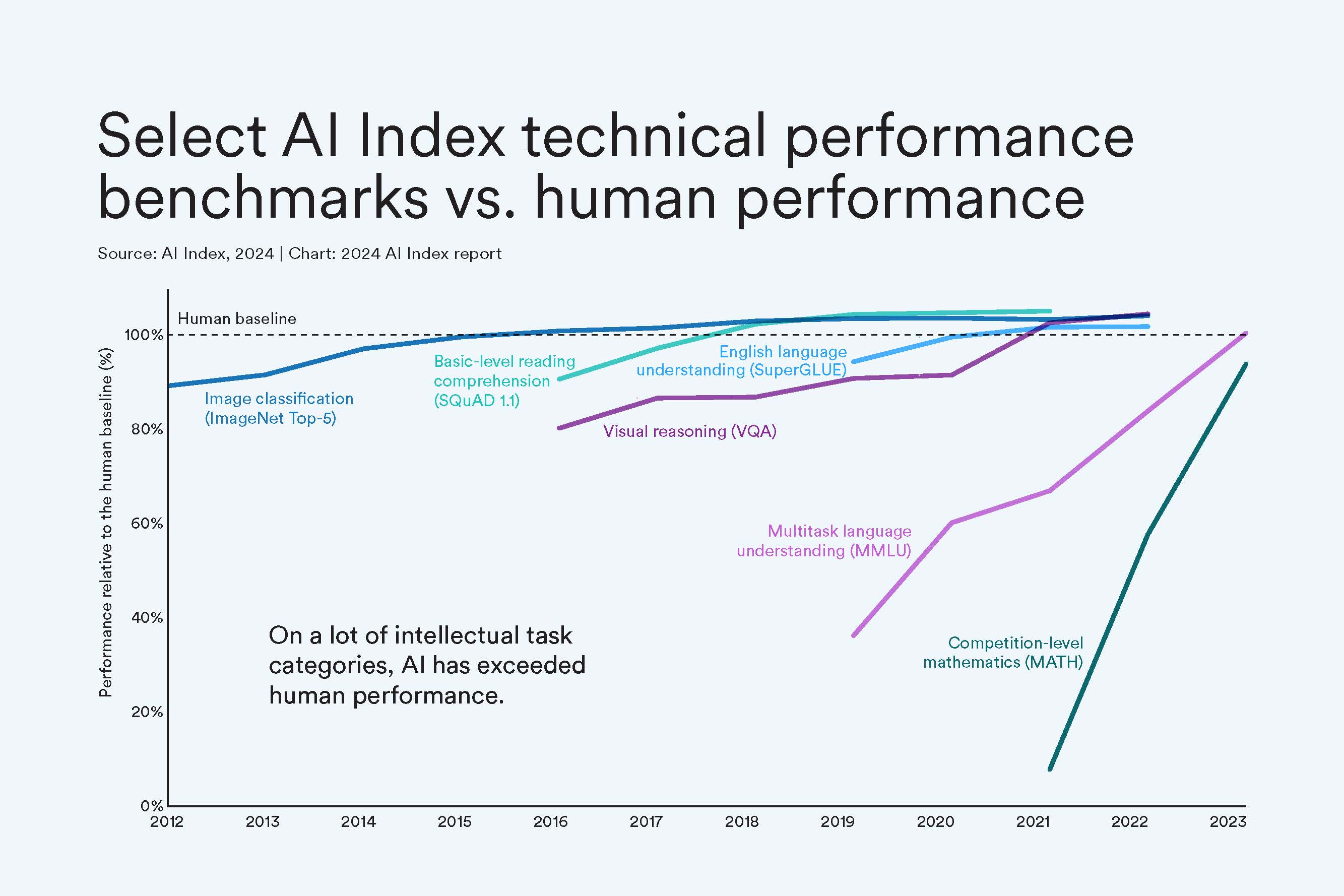
Sztuczna inteligencja przegoniła zdolności człowieka w wielu zagadnieniach zrozumienia języka i obrazu. Modele fundamentalne na 2023 nadal nie potrafią przeprowadzać skomplikowanego myślenia analitycznego i planowania jednak postęp w tej dziedzinie jest oczekiwany.

Ogólna sztuczna inteligencja, silna sztuczna inteligencja (ang. artificial general intelligence, AGI, strong AI) – rodzaj sztucznej inteligencji, która dorównuje lub przewyższa ludzkie możliwości w praktycznie wszystkich procesach poznawczych.
John Searle, w odniesieniu do silnej sztucznej inteligencji zdefiniował to pojęcie w następujący sposób:
Według koncepcji silnej sztucznej inteligencji, komputer nie jest jedynie narzędziem do studiowania działania umysłu, raczej odpowiednio zaprogramowany komputer jest w rzeczywistości umysłem.
Pojęcie jest różne od terminu superinteligencji, które jest definiowane jako agent znacząco przewyższający możliwości ludzkiej inteligencji.
Głównym celem firm takich jak OpenAI, Google i Meta jest stworzenie AGI. W 2020 roku zdefiniowano 72 aktywne projekty badawczo-rozwojowe w 37 krajach zajmujące się AGI.
Termin stworzenia AGI jest debatowany przez naukowców i ekspertów. Na 2023 rok, niektórzy twierdzą, że będzie to możliwe za kilka lat lub dekad, inni twierdzą, że może to zająć 100 lat lub dłużej. Mniejszość twierdzi, że nigdy to nie będzie możliwe, a inna mniejszość, że AGI już zostało stworzone.
Istnieje debata, czy duże modele językowe mogą być uznane za AGI i czy GPT-4 może być uznany za wczesną formę AGI.

## Charakterystyka
Istnieje wiele definicji inteligencji. Jedną z głównych tez jest test Turinga i istnieją inne dobrze zdefiniowane definicje, bez zdecydowanego konsensusu naukowego.

### Cechy inteligencji
Naukowcy są zgodni, że aby system został uznany za AGI, powinien posiadać następujące cechy:
- rozumowanie, powinien używać strategii, rozwiązywać łamigłówki i podejmować decyzje przy niepewności;
- prezentować wiedzę, w tym wiedzę opartą na zdrowym rozsądku;
- planować;
- uczyć się;
- komunikować się za pomocą języka naturalnego;
- jeżeli trzeba, integrować wszystkie powyższe cechy do osiągnięcia celu.

Istnieją systemy komputerowe, które wykazują wiele z tych cech (zobacz robotyka, inteligentne agenty, automatyczne rozumowanie, algorytm ewolucyjny, sztuczna twórczość), trwa jednak debata, czy współczesne systemy sztucznej inteligencji posiadają te zdolności na adekwatnym poziomie.

### Cechy fizyczne
Inne charakterystyki fizyczne mogą być pożądane w inteligentnych systemach, ponieważ mogą wpłynąć na inteligencję lub pomóc w jej ekspresji. Jest to:
- możliwość percepcji świata w analogiczny sposób w jaki człowiek wykorzystuje swoje zmysły do postrzegania świata;
- możliwość wykonywania akcji takich jak poruszanie obiektów czy możliwość przemieszczania się.

W te cechy wlicza się również umiejętność reagowania na niebezpieczeństwa.

## Realizowalność

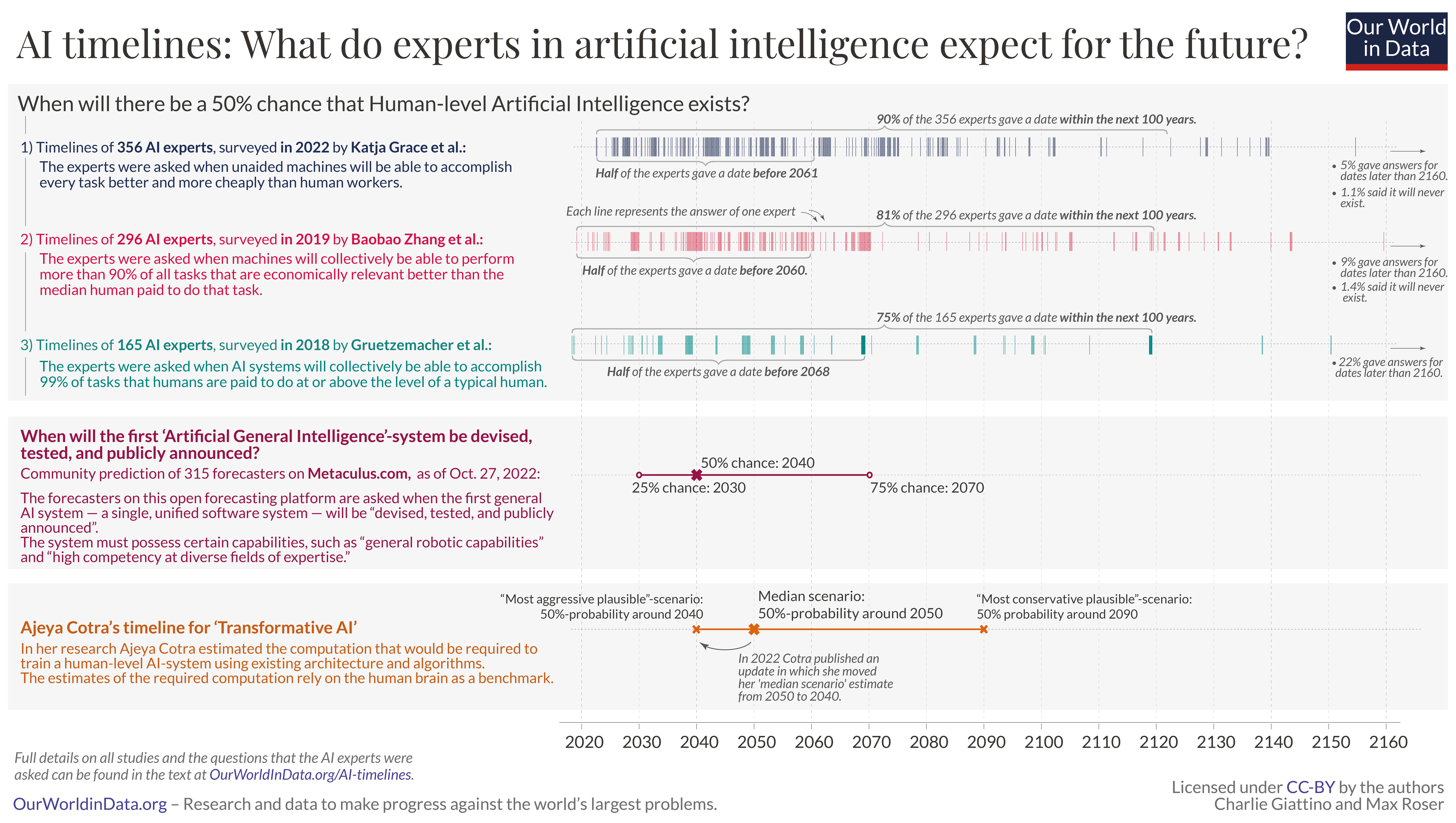
Przewidywane terminy ogłoszenia AGI wg. różnych ankiet

Na 2023, nie ma kompromisu kiedy będzie można się spodziewać ogłoszenia pierwszych AGI, chociaż pojawiają się sygnały mówiące o tym, że wczesne formy AGI już istnieją.
Część naukowców twierdzi, że AGI jest możliwe do stworzenia, chociaż są również sceptycy, jak np. Hubert Dreyfus i Roger Penrose, twierdzący, że stworzenie AGI jest niemożliwe.

## Zalety

### Postęp w medycynie
AGI może pomóc w ochronie zdrowia przez szybszą, tańszą i dokładniejszą diagnostykę, co umożliwi wykrywanie chorób na wcześniejszym etapie. Dzięki temu pacjenci będą mogli rozpocząć leczenie, zanim ich stan zdrowia się pogorszy, a także otrzymać bardziej spersonalizowaną terapię, opartą na przykład na profilu genetycznym.
Ponadto AGI może przyspieszyć rozwój nowych leków, dzięki możliwości symulowania interakcji pomiędzy cząsteczkami. Skróci to czas potrzebny na opracowanie skutecznych terapii ukierunkowanych na chorobę Alzheimera czy nowotwory.

### Usprawnienie edukacji
Dzięki AGI możliwa jest personalizacja systemu edukacji poprzez tworzenie programów nauczania dostosowanych do indywidualnych mocnych i słabych stron ucznia, a także jego zainteresowań. Programy te mogą być na bieżąco modyfikowane i aktualizowane.

## Ryzyka

### Ryzyko egzystencjalne
AGI może zostać użyte przez rządy do stworzenia globalnego systemu totalitarnego.
Stwierdzenie, że AGI stanowi ryzyko egzystencjalne było podkreślane przez naukowców zajmujących się AI jak właścicieli firm AI jednakże krytyka tego podejścia oparta jest na antropomorfizacji sztucznej inteligencji – systemy AI nie są zaprojektowane jak ludzie i nie posiadają instynktu przetrwania. Głosy krytyki są podważane przez fakt, że inteligentni agenci w myśl samoulepszania będą chcieli uzyskiwać więcej władzy, żeby móc wykonać więcej zadań.
Adresowanie regulacji ogólnej sztucznej inteligencji jest utrudnione, głównie przez wyścig zbrojeń sztucznej inteligencji.
W 2023 CEO firm Google DeepMind, OpenAI, Anthropic i inni wystosowali list otwarty twierdzący, że minimalizowanie ryzyka egzystencjalnego sztucznej inteligencji powinno być globalnym priorytetem jednak pojawiły się głosy krytyki twierdzące, że jest to tylko akcja podwyższania wycen spółek AI.

### Masowe bezrobocie
Pracownicy biurowi tacy jak księgowi, matematycy czy web deweloperzy mogą najbardziej odczuć skutki automatyzacji pracy przez takie narzędzia jak duże modele językowe. Postępująca automatyzacja produkcji od lat 2020. tworzy szczególnie wysokie ryzyko redukcji miejsc pracy w Europie Środkowej i Wschodniej.
To, w jaki sposób ogół społeczeństwa będzie w stanie korzystać z automatyzacji pracy, będzie zależało od poziomu redystrybucji dóbr i może wymagać wprowadzenia bezwarunkowego dochodu podstawowego.